# Charles Sinsout
Charles Sinsout, né le 13 janvier 1889 à Villamblard, et mort le 3 mai 1985 à Port-Sainte-Foy-et-Ponchapt, est un homme politique français du département de la Dordogne, membre du Parti radical-socialiste.

## Anciens mandats nationaux
Sous la Ve République, cet agriculteur est élu sénateur de la Dordogne le 26 avril 1959, rejoignant  le groupe de la Gauche démocratique.
Son élection étant annulée par le Conseil constitutionnel le 23 juillet, il est réélu le 4 octobre 1959 puis en 1962. Il demeure en fonctions jusqu'au 1er octobre 1971, date à laquelle il ne se représente pas.

## Anciens mandats locaux
De 1925 à 1959, il est adjoint au maire de Port-Sainte-Foy et conseiller général du canton de Vélines de 1931 à 1970.